# Ольдгаміт
Ольдгаміт — мінерал, сульфід кальцію координаційної будови.

## Загальний опис
Хімічна формула:
- 1. За Є. Лазаренком: CaS. Містить (%): Са — 55,55; S — 44,45.
- 2. За К.Фреєм і Г.Штрюбелем: (Са, Mn)S або CaS.

Сингонія кубічна. Гексоктаедричний вид. Утворює дрібні кульки. Спайність по (001). Густина 2,58. Тв. 3,5-4,0. Колір блідий горіхово-коричневий; прозорий. Блиск алмазний. Ізотропний.
Знайдений у вигляді включень в енстатиті й авгіті в метеоритах Бюсті (Індія) й Бішопвілл (штат Південна Кароліна, США). Відомий штучний аналог, який утворюється при металургійних процесах.
Названий за прізвищем британського геолога Т. Олдгема (T.Oldham), N.S.Maskelyne, 1862.